# Muro di Berlino
Il Muro di Berlino (in tedesco Berliner Mauer, nome ufficiale: Antifaschistischer Schutzwall, tradotto Barriera di difesa antifascista) fu un sistema di barriere attivo dal 1961 al 1989, eretto da parte del governo della Germania Est per impedire la libera circolazione delle persone verso la Germania Ovest.
Il Muro era un lungo sistema di recinzione in cemento armato, lungo 155 km e alto 3,6 metri, che circondò dal 1961 la parte occidentale della città di Berlino, appartenente alla giurisdizione della Germania Ovest, ampia circa 480 km² e comunemente detta Berlino Ovest, per separarla dalla parte orientale della stessa città, divenuta capitale della Germania Est e comunemente detta Berlino Est.

## Caratteristiche
Il "Muro" fu considerato il simbolo concreto della cosiddetta cortina di ferro, ovvero l'immaginaria linea di confine tra le zone europee occidentali della NATO e quelle socialiste del Patto di Varsavia dell'Europa orientale, esistita durante la guerra fredda.
Il muro che circondava Berlino Ovest divise in due la città di Berlino per 28 anni, più precisamente dal 13 agosto 1961 fino al 9 novembre 1989, giorno in cui il governo tedesco-orientale si vide costretto a decretare la riapertura delle frontiere con la Repubblica Federale. Già l'Ungheria aveva aperto le proprie frontiere con l'Austria il 23 agosto 1989, dando così la possibilità di espatriare in occidente ai tedeschi della Germania Est che in quel momento si trovavano in altri paesi dell'Europa orientale.
La frontiera tra Berlino Ovest e Berlino Est era fortificata militarmente da due muri paralleli di cemento armato, separati dalla cosiddetta "striscia della morte", larga alcune decine di metri. Durante questi anni, in accordo con i dati ufficiali, furono uccise dalla polizia di frontiera della DDR almeno 133 persone mentre cercavano di superare il muro verso Berlino Ovest. In realtà tale cifra non comprendeva i fuggiaschi catturati dalla Germania Est: alcuni studiosi sostengono che furono più di 200 le persone uccise mentre cercavano di raggiungere Berlino Ovest o catturate e in seguito assassinate. Il governo della Germania Est diede ordini di tiro alle guardie di frontiera che si occupavano dei disertori; tali ordini erano diversi dagli ordini di sparare per uccidere, la cui esistenza è sempre stata negata dai funzionari della Germania Est.
Il 9 novembre 1989, dopo diverse settimane di disordini pubblici, il governo della Germania Est annunciò che le visite in Germania Ovest e a Berlino Ovest sarebbero state permesse; dopo questo annuncio molti cittadini della Germania Est si arrampicarono sul muro e lo superarono per raggiungere gli abitanti della Germania Ovest dall'altro lato in un'atmosfera festosa. Durante le settimane successive piccole parti del muro furono demolite e portate via dalla folla e dai cercatori di souvenir; in seguito fu usata attrezzatura industriale per abbattere quasi tutto quello che ne era rimasto. Ancora oggi c'è un grande commercio di piccoli frammenti.
La caduta del Muro di Berlino aprì la strada per la riunificazione tedesca, che fu formalmente conclusa il 3 ottobre 1990.

## Storia

### Premesse

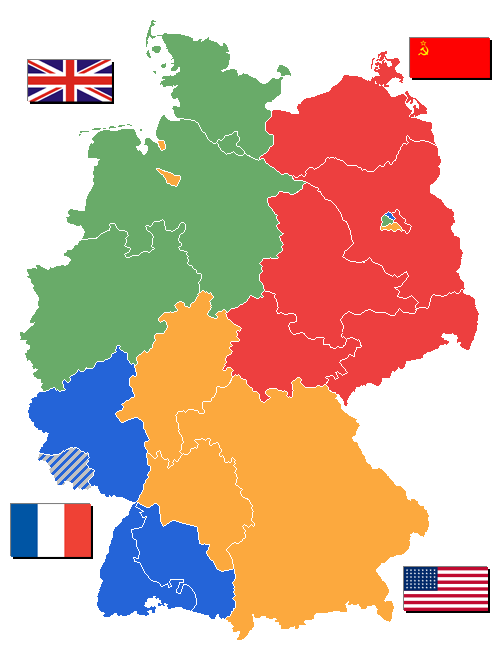
Zone di occupazione della Germania, nel 1945

Nel 1945, poco prima della fine della seconda guerra mondiale, durante la conferenza di Jalta, venne decisa la divisione di Berlino in quattro settori controllati e amministrati da Unione Sovietica, Stati Uniti d'America, Regno Unito e Francia. Il settore sovietico era il più esteso e comprendeva i distretti orientali di Friedrichshain, Köpenick, Lichtenberg, Mitte, Pankow, Prenzlauer Berg, Treptow e Weißensee.
Nel 1948, il "blocco di Berlino" attuato da parte dell'Unione Sovietica con l'intenzione di occupare l'intera città, portò all'attuazione del ponte aereo per Berlino da parte degli alleati per rifornire di viveri e generi di prima necessità i tre settori occidentali.
Dal 1949 i tre settori controllati da Stati Uniti d'America, Francia e Gran Bretagna (Berlino Ovest), anche se nominalmente indipendenti, erano di fatto una parte di Germania Ovest completamente circondata dalla Germania Est, formandone un'enclave.
Inizialmente ai cittadini di Berlino era permesso di circolare liberamente in tutti i settori, ma con lo sviluppo della guerra fredda i loro movimenti vennero limitati; il confine tra Germania Est e Germania Ovest venne chiuso nel 1952 mentre cresceva l'attrazione dei più prosperi settori occidentali di Berlino per i cittadini della Germania Est. Circa 2,6 milioni di tedeschi orientali passarono a ovest tra il 1949 e il 1961.
Il 16 dicembre 1958, i ministri degli esteri di Francia, Regno Unito, USA e Repubblica Federale Tedesca sottoscrissero (dopo il vertice NATO a Parigi del 14 dicembre) insieme ai membri del Consiglio NATO la dichiarazione di Berlino, in cui si affermava il diritto delle tre potenze occidentali a restare nella città divisa e il principio della libertà di comunicazione fra Berlino e il resto del mondo, posizioni sostenute dal voto libero di due milioni di abitanti di Berlino Ovest. Il Consiglio della NATO riteneva che la questione di Berlino potesse essere risolta soltanto nel quadro di un accordo con l'URSS per la Germania nel suo complesso. Le potenze occidentali si sono dichiarate più volte pronte a esaminare questo problema, così come quelli del disarmo e della sicurezza europea.
Il gruppo degli ambasciatori di Washington (WAG) – composto dagli Ambasciatori di Francia e Regno Unito presso gli Stati Uniti e dal vice-sottosegretario di stato Robert Murphy – divenne il punto di riferimento per le consultazioni trilaterali, a partire dal gennaio 1959. Nel mese di aprile, costituirono a Parigi l'unità LIVE OAK per la preparazione di una risposta militare alle possibili restrizioni imposte dai russi nell'accesso degli alleati a Berlino. Il generale Lauris Norstad fu il primo "comandante LIVE OAK", in aggiunta a quelli di comandante in capo delle forze statunitensi NATO in Europa e a quello di comandante supremo delle forze alleate in Europa (SACEUR).

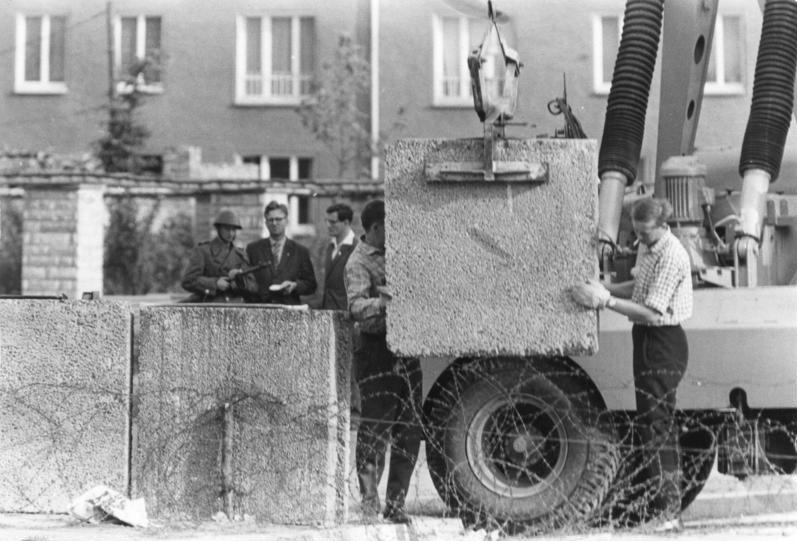
Agosto 1961: posa dei primi blocchi del muro

Per fermare il continuo esodo dei cittadini dalla Germania Est, che minacciava le basi dell'esistenza dello stato, il regime comunista iniziò la costruzione di un muro attorno ai tre settori occidentali, nella notte tra il 12 e il 13 agosto 1961.
Inizialmente la barriera di confine consisteva di filo spinato, ma già il 15 agosto iniziarono a essere utilizzati gli elementi prefabbricati di cemento e pietra destinati a formare la prima generazione di un vero e proprio muro che una volta ultimato avrebbe completamente circondato  Berlino Ovest, trasformando i tre settori occidentali in un'isola rinchiusa entro i territori orientali.
(15 giugno 1961, Walter Ulbricht capo di Stato della DDR e segretario del Partito Socialista Unitario della Germania)
La Germania Est sostenne che si trattava di un "muro di protezione antifascista" inteso a evitare un'aggressione dall'Ovest. Fu chiaro sin dall'inizio che questa giustificazione serviva come copertura per il fatto che ai cittadini della Germania Est doveva essere impedito di entrare a Berlino Ovest e di conseguenza nella Germania Ovest (la Germania Est non controllava completamente il traffico tra Berlino Ovest e il resto della Germania Ovest). In effetti la DDR soffriva di una fuga in massa di professionisti e lavoratori specializzati che si spostavano all'ovest, per non parlare delle diserzioni nell'esercito. Con la costruzione del muro le emigrazioni passarono da 2,6 milioni tra il 1949 e il 1961 a cinquemila tra il 1962 e il 1989. Dal punto di vista propagandistico la costruzione del muro fu tuttavia un disastro per la DDR e, in generale, per tutto il blocco orientale; poiché divenne il simbolo tangibile della tirannia sovietica, specialmente dopo le uccisioni di chi aspirava alla libertà commesse sotto gli occhi dei media.

Mappa di Berlino Ovest e Berlino Est, valichi di frontiera, reti metropolitane (mappa interattiva)

Il muro era lungo più di 155 km. Dopo la costruzione iniziale, venne regolarmente reso più difficile e rischioso da valicare. Nel giugno 1962 venne costruito un secondo muro all'interno della frontiera destinato a rendere più difficile la fuga verso la Germania Ovest: fu così creata la cosiddetta "striscia della morte". In seguito il primo muro fu abbattuto e oggi è difficile riconoscere parti di quel muro. Nel 1965 si diede inizio alla costruzione della terza generazione del muro che avrebbe soppiantato le precedenti. Era composto da lastre di cemento armato collegate da montanti di acciaio e coperti da un tubo di cemento. Il "muro di quarta generazione", iniziato nel 1975, era in cemento armato rinforzato, alto 3,6 metri e composto di 45.000 sezioni separate, di 1,5 metri di larghezza, più semplici da assemblare rispetto al muro di terza generazione, per un costo di 16 155 000 marchi della Germania Est. Per fare un confronto, un panino al tempo costava 1,04 marchi della Germania Est. A partire dal 1975 il confine era anche protetto nella "striscia della morte" da recinzioni, 105,5 km di fossato anticarro, 302 torri di guardia con cecchini armati, 20 bunker e una strada illuminata per il pattugliamento lunga 177 km.
Inizialmente c'era solo un punto di attraversamento per gli stranieri e i turisti, il checkpoint Charlie in Friedrichstraße; le potenze occidentali avevano altri due posti di blocco, a Helmstedt (checkpoint Alpha) sul confine tra Germania Est e Ovest e a Dreilinden (checkpoint Bravo) sul confine sud di Berlino Ovest. Per i berlinesi autorizzati, ad esempio per turismo, erano inizialmente disponibili 13 punti di attraversamento, 9 tra le due parti della città e 4 tra Berlino Ovest e la DDR; in seguito, con un atto simbolico, l'attraversamento della porta di Brandeburgo fu chiuso.

### Tentativi di fuga da Est verso Ovest

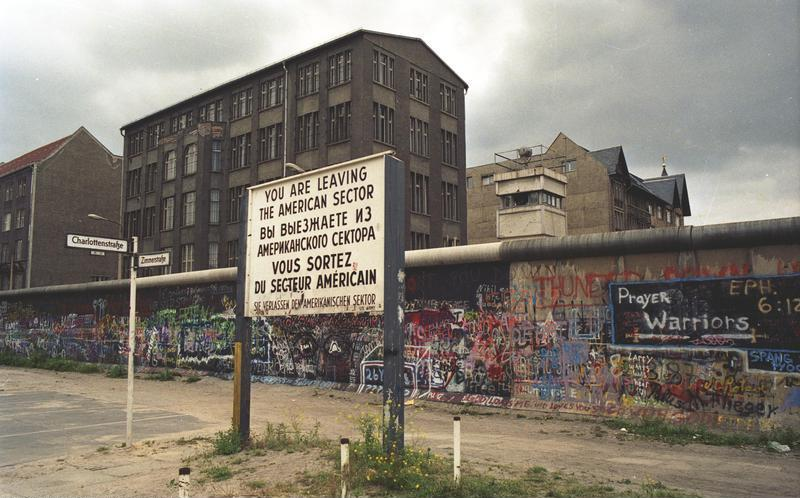
Il Muro di Berlino nel 1988, è visibile una torre di guardia nel settore orientale

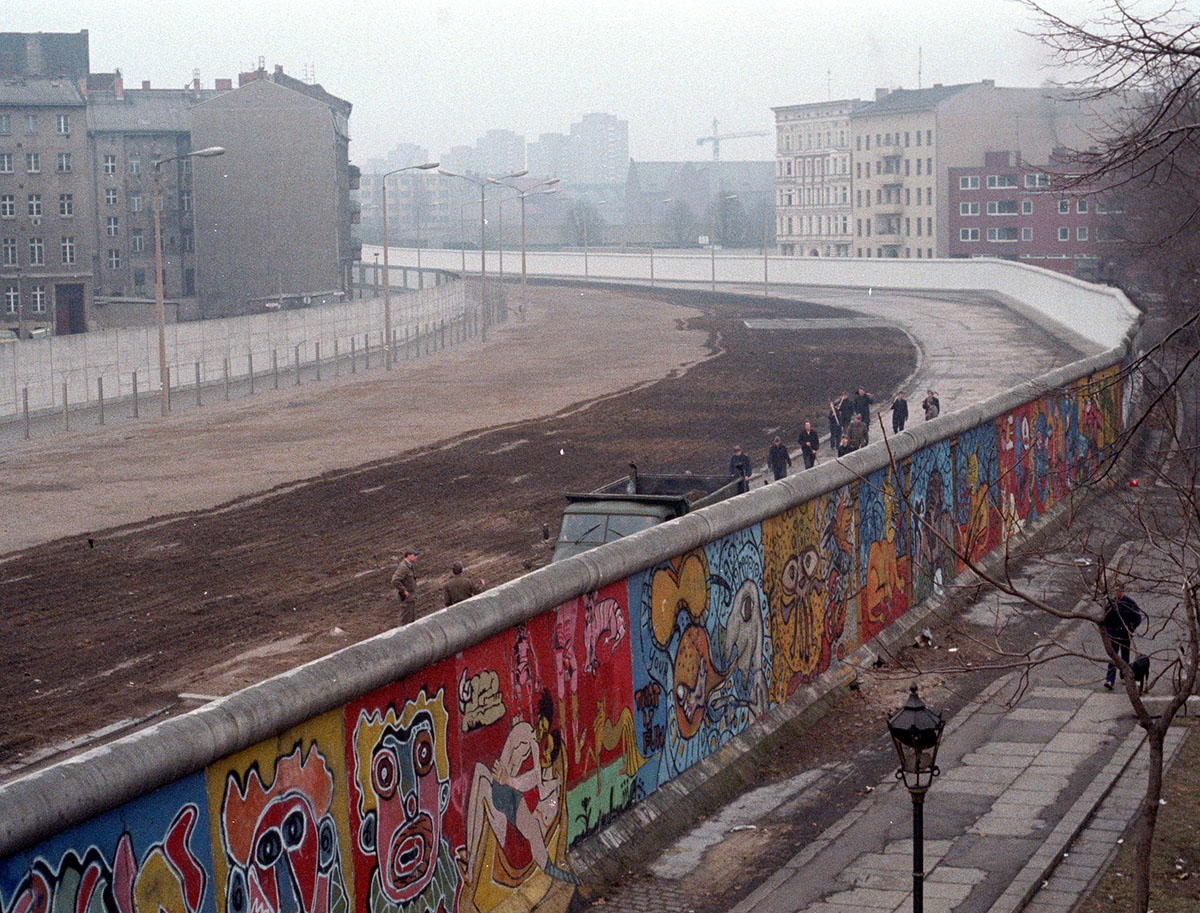
Il Muro di Berlino e la "striscia della morte" in Bethaniendamm, fotografia del 1986. Si vede una squadra di pionieri che ripulisce la striscia da rifiuti gettati oltre il muro

Durante il periodo di esistenza del muro vi furono circa 5000 tentativi di fuga coronati da successo verso Berlino Ovest. Nello stesso periodo varie fonti indicano in un numero compreso tra 192 e 239 i cittadini della Germania Est uccisi dalle guardie mentre tentavano di raggiungere l'ovest e molti altri feriti.
(28 aprile 1989, Erich Mielke Ministro per la Sicurezza della DDR)
Finché il muro non fu completamente edificato e fortificato, i tentativi di fuga furono messi in atto da principio con tecniche casalinghe, come passare con una macchina sportiva molto bassa sotto le barricate o gettandosi dalla finestra di un appartamento prospiciente il confine sperando di "atterrare" dalla parte giusta. Il Muro venne continuamente perfezionato e ampliato, rendendo sempre più difficili le fughe. Nella prima metà degli anni '60 vengono scavati veri e propri tunnel sotto il Muro. Marion Detjen ne elenca 39, altri studiosi quasi il doppio. Alcuni dei tunnel più famosi sono il Tunnel 29 (1962) e il Tunnel 57 (1964), così denominati per il numero di persone che sono scappate attraverso di essi. Verso la metà degli anni '60 le contromisure adottate dalla Germania Est rendono praticamente impossibile scavare sotto il Muro e chiudono di fatto la stagione dei tunnel e delle fughe di massa. I tentativi di fuga si concentrano così su singole persone o famiglie e vengono realizzati attraverso automobili diplomatiche appositamente modificate (uno dei casi più celebri fu Klaus-Günter Jacobi che riuscì a introdurre il suo migliore amico e militare disertore della DDR in Germania Ovest nascondendolo dentro la sua BMW Isetta), con aerei ultraleggeri o mongolfiere costruite artigianalmente, oppure con pericolose fughe via mare o ancora attraverso la falsificazione di documenti.
La prima persona a perdere la vita tentando la fuga fu Ida Siekmann, che il 22 agosto 1961 provò a raggiungere Berlino Ovest saltando dal suo appartamento nella Bernauer Straße. L'ultima vittima fu Winfried Freudenberg, morto l'8 marzo 1989; aveva intrapreso una fuga spettacolare con una mongolfiera autocostruita, caduta poi sopra il territorio di Berlino Ovest. Sovente vengono nominati Günter Litfin come prima vittima del Muro e Chris Gueffroy come ultima; in realtà furono il primo e l'ultimo uccisi a colpi di armi da fuoco dai soldati di confine. Chris Gueffroy venne ucciso il 6 febbraio 1989 mentre cercava di scavalcare il muro presso Nobelstraße. Aveva poco più di vent'anni, era nato il 21 giugno 1968: una croce lo ricorda, insieme a tante altre, in piazza 18 marzo alle spalle della porta di Brandeburgo.
Prevalgono, tra i morti del Muro, gli uomini, in particolare quelli piuttosto giovani. Ma tra i casi noti sono ricordati anche Olga Segler, morta all'età di 80 anni, la diciottenne Marienetta Jirkowsky (25 agosto 1962 – 22 novembre 1980), uccisa con 27 colpi, altre donne di diverse età, nonché i bambini Lothar Schleusener e Jörg Hartmann di 13 e 10 anni - uccisi entrambi, a colpi di arma da fuoco dai soldati di confine, nel tentativo di fuga intrapreso insieme - Cengaver Katranci, di nove anni, Giuseppe Savoca, di sei anni, Siegfried Krobot, di cinque anni, Cetin Mert, morto il giorno del suo quinto compleanno, e Holger H., che aveva 15 mesi.
Uno dei più noti tentativi falliti fu quello del diciottenne Peter Fechter, prima ferito da proiettili sparati dalle guardie di confine della DDR il 17 agosto 1962 e poi lasciato morire dissanguato nella cosiddetta striscia della morte, il tutto davanti agli occhi dei media occidentali.
Tra i fuggitivi si contano anche molti soldati addetti allo stesso Muro di Berlino - nota in tutto il mondo è la foto del giovane Conrad Schumann che saltò sopra il filo spinato alla Bernauer Straße. Anche tra le vittime del Muro risultano soldati e poliziotti della DDR, come il giovane Burkhard Niering, ucciso nel 1974 in un tentativo di giungere a Berlino Ovest.
Conrad Schumann, riparatosi in Baviera dove trovò impiego come operaio metalmeccanico presso l'industria automobilistica Audi di Ingolstadt, tornò dopo la caduta del muro nella DDR per rivedere famigliari ed ex colleghi, ma ricevette una gelida accoglienza. Caduto successivamente in depressione si suicidò impiccandosi nel 1998.
(Viktor Suvorov, L'ombra della Vittoria, capitolo 7)

### Il triangolo di Lenné

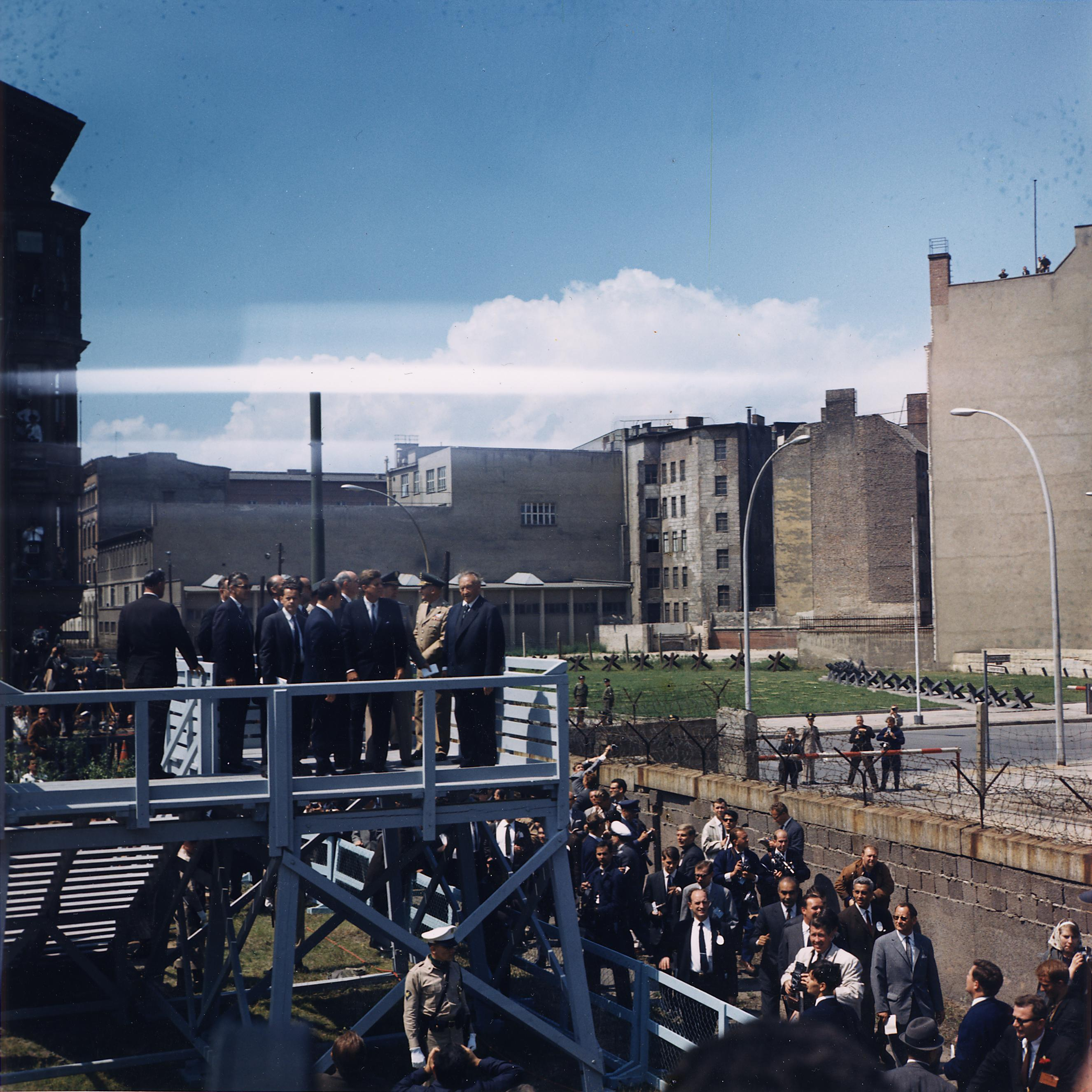
Il presidente J.F. Kennedy in prossimità del muro di Berlino nel 1963, durante la sua visita nella Germania Ovest

Una delle particolarità topografiche create dal muro era che in alcuni tratti esso non si trovava esattamente sulla linea di demarcazione del confine. Per ragioni logistiche, a volte la frontiera si trovava 1-2 metri davanti al muro, in alcuni punti anche molto di più. Questo lasciava di fatto delle zone appartenenti a Berlino Est nel territorio di Berlino Ovest.
Proprio in mezzo alla città, a Potsdamer Platz, c'erano circa 4 ettari di terreno delimitati da tre strade, Lennéstraße, Bellevuestraße ed Ebertstrasse, il triangolo di Lenné appunto, appartenente a Berlino Est, ma situato al di fuori del muro.
Nel marzo 1988 Berlino Est e il Senato di Berlino Ovest si accordarono su uno scambio di terreni, in seguito al quale il triangolo di Lenné sarebbe diventato territorio di Berlino Ovest. Finché però l'accordo non entrò in vigore, quest'area rimase extraterritoriale e venne così sfruttata da giovani "autonomi" di Kreuzberg (tacitamente tollerati da Berlino Est) che eressero un villaggio di baracche. Questo venne battezzato "Kubat-Dreieck", in occasione del primo anniversario della morte del manifestante Norbert Kubat, suicidatosi in cella dopo essere stato arrestato, per protestare contro alcune misure edilizie del Senato di Berlino Ovest.

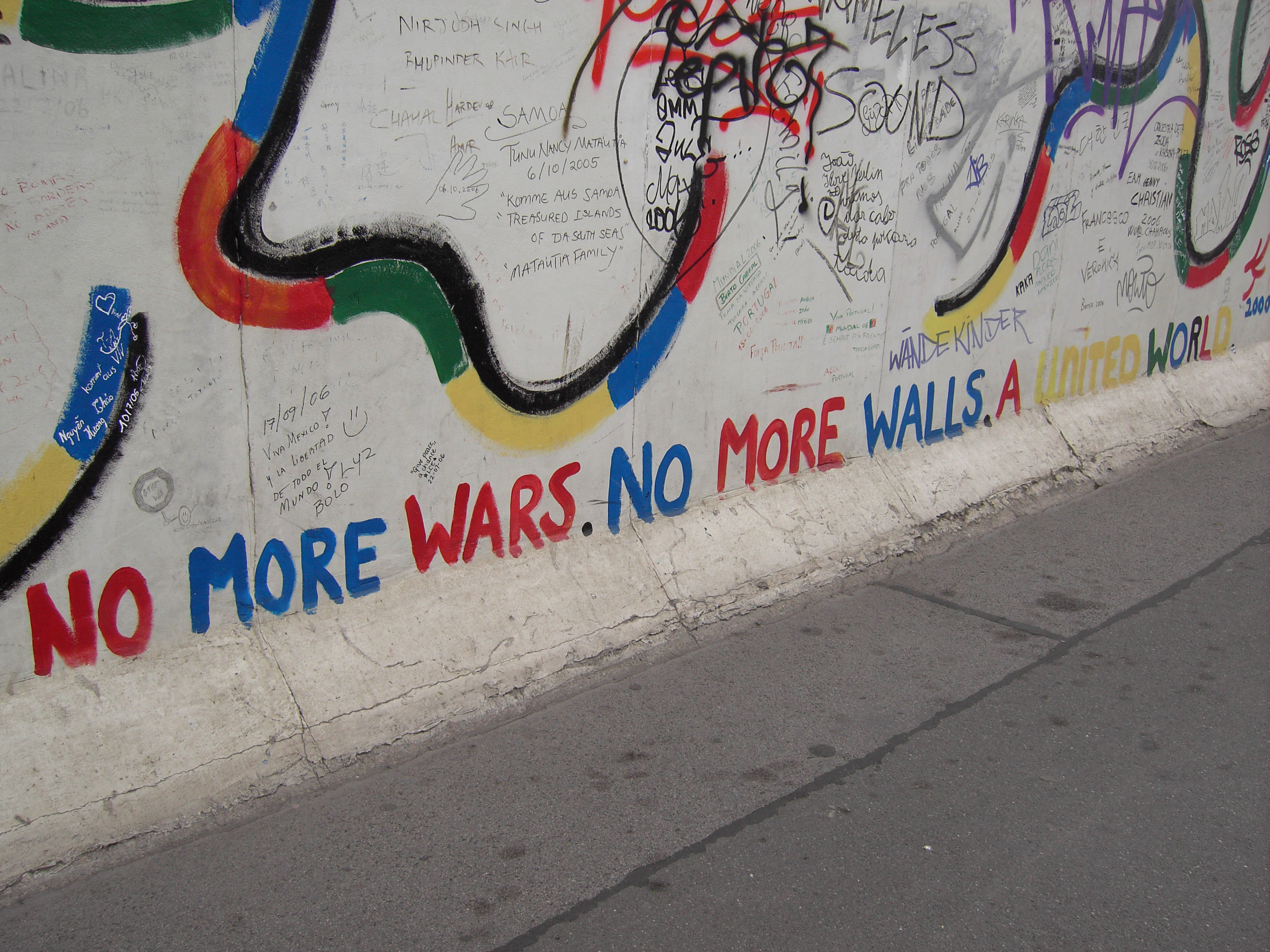
Uno slogan popolare sul Muro vicino alla East Side Gallery: "Niente più guerre. Niente più muri. Un mondo unito"

### La caduta del Muro
Il muro di Berlino fu abbattuto spontaneamente dai berlinesi a partire dal 9 novembre 1989, quando la notizia dell'imminente concessione di permessi di viaggio all'Ovest da parte della Germania Orientale fu interpretata dai cittadini dell'Est come via libera all'attraversamento della frontiera. Le guardie confinarie si trovarono, così, nell'impossibilità materiale di controllare la folla subito riversatasi ai valichi, e si videro costrette ad aprire i posti di blocco. L'evento rappresenta un momento centrale del processo storico che avrebbe condotto alla riunificazione della Germania e alla conclusione della Guerra fredda.

## L'impatto e i risvolti sociali del Muro

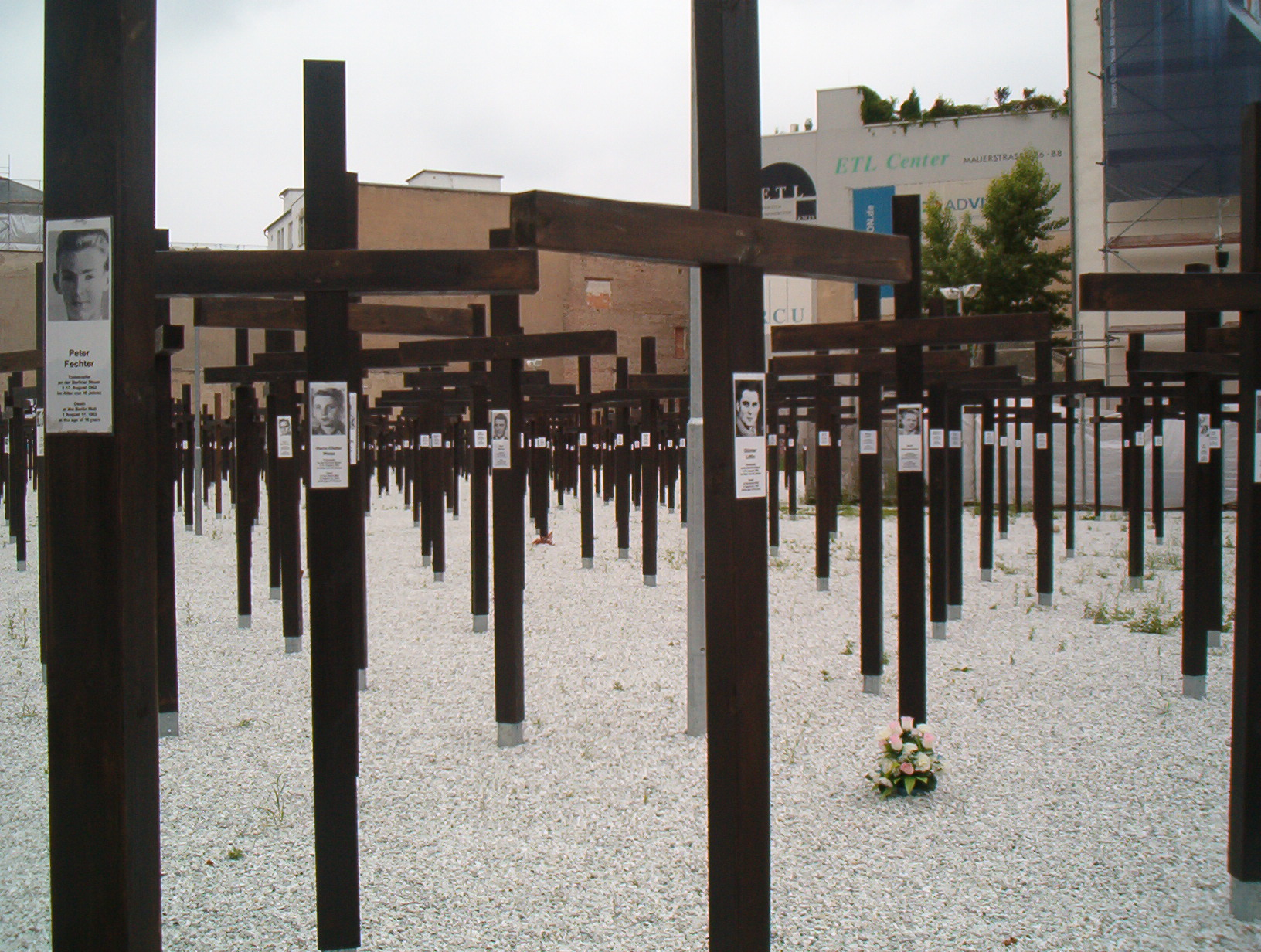
Ricordo dei caduti nella "striscia della morte". La prima croce a sinistra è in ricordo di Peter Fechter.

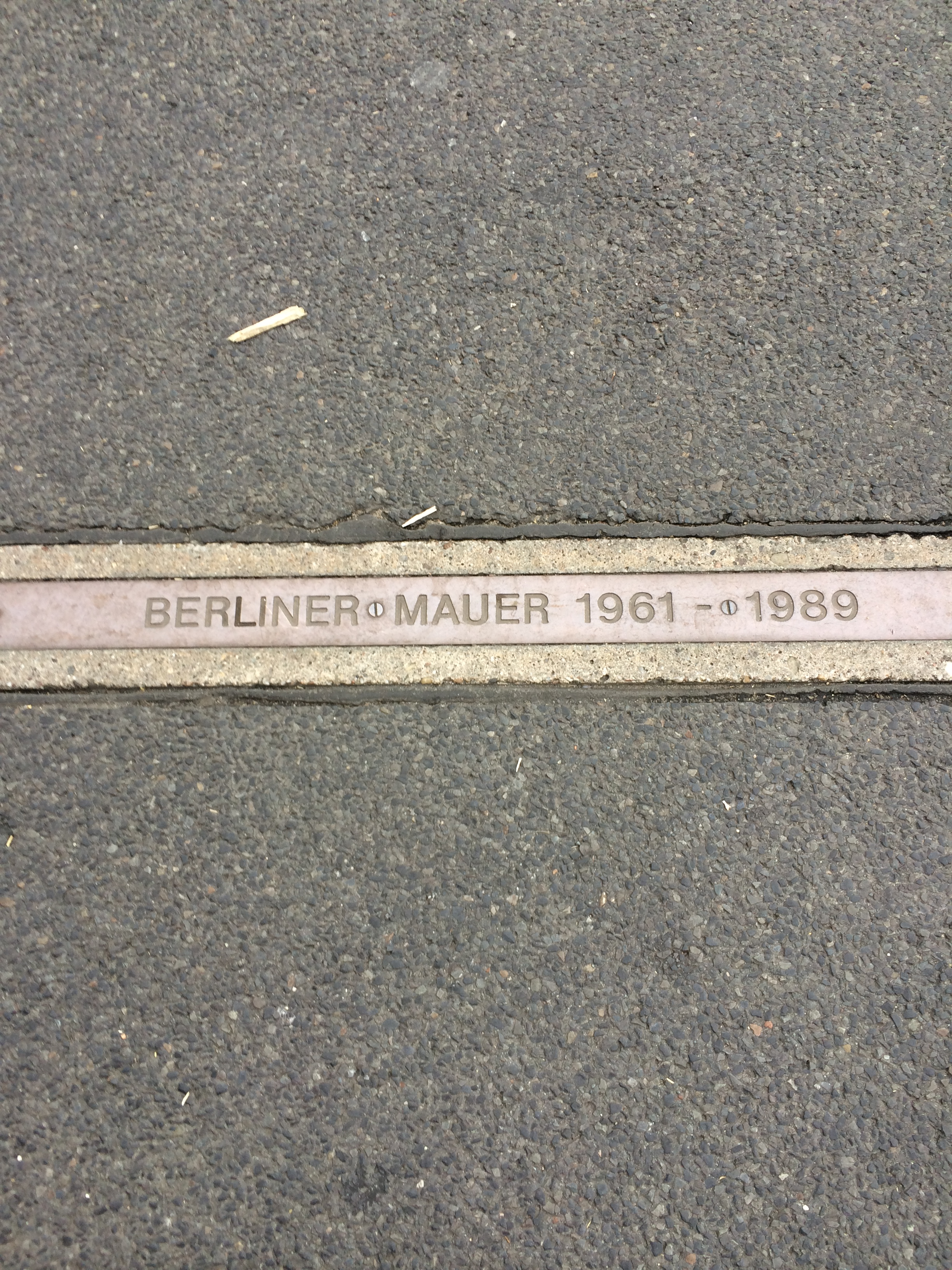
Indicazione del tracciato del Muro in una strada berlinese

Oggi non è rimasto molto del Muro di Berlino; l'abbattimento ufficiale iniziò il 13 giugno 1990 nella Bernauer Straße per opera di trecento guardie di frontiera della DDR, per poi essere terminato da seicento soldati dell'esercito tedesco utilizzando tredici bulldozer, cinquantacinque ruspe, sessantacinque gru e centosettantacinque camion. I blocchi di cemento furono distrutti e utilizzati per la costruzione di strade. Duecentocinquanta di questi blocchi furono messi all'asta a prezzi oscillanti tra 10.000 e 250.000 marchi tedeschi. A novembre dello stesso anno l'intero muro all'interno della città era stato abbattuto, con l'eccezione di sei punti, che furono mantenuti come monumento. La demolizione fu completata alla fine del 1991. I più visitati dai turisti sono: una sezione di 80 metri vicino a Potsdamer Platz, una seconda, la più lunga (circa 1 km), sulla riva della Sprea, vicino all'Oberbaumbrücke (l'East Side Gallery) e una terza a nord in Bernauer Straße, che è stata trasformata in un memoriale nel 1999, il memoriale del Muro di Berlino con un centro di documentazione del muro che offre guide in italiano che spiegano in dettaglio il sistema di frontiera.
In altri punti della città è possibile invece trovare parti di muro semplice, note per i loro graffiti.
Qui, le parti rimaste non rappresentano interamente l'aspetto originale del muro: sono state pesantemente danneggiate (perché in molti tentarono di prendersi come ricordo dei pezzi originali del Muro di Berlino) e gli odierni graffiti sono più visibili sul lato orientale del muro, in particolare la famosa East Side Gallery in Mühlenstraße, lunga più di 1 km, che non era raggiungibile quando il muro era sorvegliato dalle guardie pesantemente armate della Germania Est. In origine, infatti, i graffiti erano solo sul lato occidentale.
Divenne una delle rappresentazioni fisiche della Cortina di ferro che separava in due l'Europa durante la guerra fredda.
Durante la sua visita a Berlino del 26 giugno 1963, il presidente statunitense John Fitzgerald Kennedy tenne un discorso pubblico che sarebbe divenuto uno dei momenti simbolo della Guerra fredda:
A partire dagli anni ottanta, alcuni artisti famosi come Keith Haring e Thierry Noir iniziarono a dipingere il lato del muro che dava su Berlino Ovest, in seguito migliaia di artisti, conosciuti e sconosciuti, utilizzarono il muro per i loro progetti artistici. Il muro si coprì quasi interamente di murales, dalle semplici scritte a disegni molto elaborati e ben eseguiti, alcuni dei quali si guadagnarono una certa notorietà, come quello che raffigurava una Trabant bianca che sfonda il muro o quello in cui si vedeva Erich Honecker baciare sulla bocca il segretario del PCUS Leonid Il'ič Brežnev. La East Side Gallery, lunga più di 1 km, che fu pitturata subito dopo il crollo del muro, è stata definita la più grande galleria di pittura all'aria aperta del mondo.
Solo pochi dei murales hanno resistito al tempo e ai turisti che continuano a scrivere i loro nomi sul muro. La città di Berlino, a corto di fondi, ha investito pochissimo nel restauro del muro e nel 2000 solo alcuni dei dipinti furono restaurati e protetti dai vandali. Malgrado siano protette dalle leggi sulla tutela dei monumenti, non è chiaro quale sia il destino di queste parti del muro.
Nei giorni della caduta, il grande violoncellista Rostropovič (privato, anni prima, della cittadinanza sovietica) improvvisò un concerto davanti al muro; l'evento, ripreso dalle telecamere di tutto il mondo, viene considerato il requiem per il muro e la guerra fredda.
Il muro divideva 192 strade (97 tra le due parti della città e 95 tra Berlino Ovest e la DDR), 32 linee di tram, 8 linee di metropolitana di superficie (S-Bahn), 3 linee di metropolitana sotterranea (U-Bahn), 3 autostrade e numerosi fiumi e laghi. La caduta del muro cambiò considerevolmente i flussi di traffico della città e la M-Bahn, un sistema a levitazione magnetica che connetteva 3 fermate della metropolitana lungo 1,6 chilometri, venne smantellata solo pochi mesi dopo la sua apertura ufficiale nel luglio 1991.

### Il muro nella letteratura
Lo scandalo del Muro di Berlino ha avuto qualche eco in ambito letterario coinvolgendo anche la letteratura italiana, sia con racconti riferiti a episodi realmente accaduti sia con narrazioni dove la realtà appare trasfigurata dalla immaginazione.

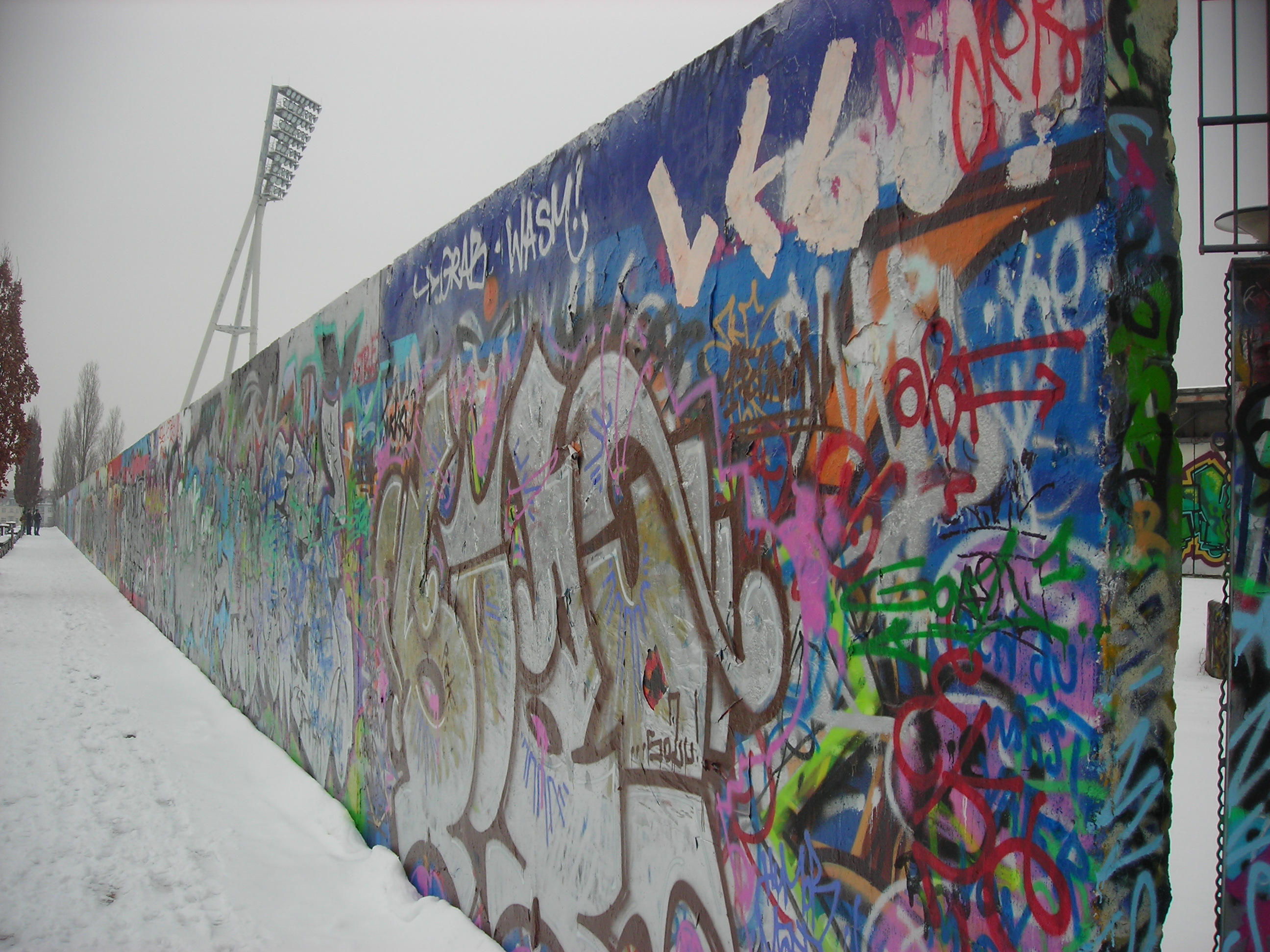
Pezzo della Hinterlandmauer nel 2009 a Mauerpark

La prima categoria è rappresentata, ad esempio, da Il tunnel della libertà di Ellen Sesta. Vi si descrive l'impresa compiuta nel 1961 da due studenti italiani che riuscirono a beffare i vopos (Polizia Popolare Tedesca) di guardia al muro, scavando e percorrendo una galleria lunga 165 metri. La seconda tipologia narrativa prende ugualmente spunto dalla drammatica realtà storica del muro, come ad esempio avviene nel racconto Il muro di cioccolato di Giuseppe Iadanza, però la utilizza come sfondo di una storia immaginaria.
Da parte tedesca, il saggista e poeta Renatus Deckert, nato a Dresda ma berlinese d'adozione, ha curato una raccolta di racconti di taglio sia memorialistico sia di fiction, dal titolo Die Nacht, in der die Mauer fiel (trad. italiana "La notte in cui cadde il muro"); ventiquattro autori tedeschi (più uno austriaco) parlano del significato di questa data per la Germania con riflessioni e racconti di tipo personale e collettivo. È significativa la presenza mista di autori sia dell'Ovest sia dell'Est.

### Giorno della libertà
Il parlamento italiano, con la legge n. 61 del 15 aprile 2005, ha dichiarato il 9 novembre "giorno della libertà", facendo ricorrenza annuale del 9 novembre 1989 quando iniziò l'abbattimento del Muro di Berlino.

### Nella cultura sportiva
Il giorno 9 novembre 2019, prima del calcio d'inizio della partita di Bundesliga tra Hertha Berlino e Red Bull Lipsia, venne realizzata dai tifosi di casa una coreografia in cui fu simbolicamente abbattuto, dai tifosi stessi, un muro di pannelli di cartone costruito sulla linea centrale del campo, in occasione del trentennale della caduta del vero muro. Sul muro di pannelli campeggiava la scritta tradotta dal tedesco: "Uniti contro ogni muro, uniti per Berlino".